# Episodi di Schlitz Playhouse of Stars (terza stagione)
La terza stagione della serie televisiva Schlitz Playhouse of Stars è andata in onda negli Stati Uniti dal 4 settembre 1953asin 4 al 3 settembre 1954 sulla CBS.
| nº | Titolo originale                        | Prima TV USA      |
| -- | --------------------------------------- | ----------------- |
| 1  | The Perfect Secretary                   | 4 settembre 1953  |
| 2  | Lost and Found                          | 11 settembre 1953 |
| 3  | Boomerang                               | 18 settembre 1953 |
| 4  | Desert Tragedy                          | 25 settembre 1953 |
| 5  | The Prize                               | 2 ottobre 1953    |
| 6  | The Long Shot                           | 9 ottobre 1953    |
| 7  | In the Pincers                          | 16 ottobre 1953   |
| 8  | Second Sight                            | 23 ottobre 1953   |
| 9  | The Sail                                | 30 ottobre 1953   |
| 10 | Lineman's Luck                          | 6 novembre 1953   |
| 11 | Lucky Thirteen                          | 13 novembre 1953  |
| 12 | Fresh Start                             | 20 novembre 1953  |
| 13 | The Closed Door                         | 27 novembre 1953  |
| 14 | Storm Swept                             | 4 dicembre 1953   |
| 15 | No Compromise                           | 11 dicembre 1953  |
| 16 | Part of the Game                        | 18 dicembre 1953  |
| 17 | The Baker of Barnbury                   | 25 dicembre 1953  |
| 18 | Go Away a Winner                        | 1º gennaio 1954   |
| 19 | Rim of Violence                         | 8 gennaio 1954    |
| 20 | Pearl-Handled Guns                      | 15 gennaio 1954   |
| 21 | At the Natchez Inn                      | 22 gennaio 1954   |
| 22 | Give the Guy a Break                    | 29 gennaio 1954   |
| 23 | Four Things He'd Do                     | 5 febbraio 1954   |
| 24 | Man from Outside                        | 12 febbraio 1954  |
| 25 | The Jungle Trap                         | 19 febbraio 1954  |
| 26 | Night Ride to Butte                     | 26 febbraio 1954  |
| 27 | The Great Lady                          | 5 marzo 1954      |
| 28 | Groundloop                              | 12 marzo 1954     |
| 29 | Her Kind of Honor                       | 19 marzo 1954     |
| 30 | The Edge of Battle                      | 26 marzo 1954     |
| 31 | Tapu                                    | 2 aprile 1954     |
| 32 | The Plugged Nickel                      | 9 aprile 1954     |
| 33 | Something Wonderful                     | 16 aprile 1954    |
| 34 | Dawn at Damascus                        | 23 aprile 1954    |
| 35 | Decision at Sea                         | 30 aprile 1954    |
| 36 | Prisoner in the Town                    | 7 maggio 1954     |
| 37 | The Pearl Street Incident               | 14 maggio 1954    |
| 38 | Blizzard Bound                          | 21 maggio 1954    |
| 39 | Little War at San Dede                  | 28 maggio 1954    |
| 40 | The Whale on the Beach                  | 4 giugno 1954     |
| 41 | The Treasure of Santo Domingo           | 11 giugno 1954    |
| 42 | The Black Mate                          | 18 giugno 1954    |
| 43 | The Man Who Escaped from Devil's Island | 25 giugno 1954    |
| 44 | How the Brigadier Won His Medals        | 2 luglio 1954     |
| 45 | Rabbit Foot                             | 9 luglio 1954     |
| 46 | Showdown at Sunset                      | 16 luglio 1954    |
| 47 | The General's Boots                     | 23 luglio 1954    |
| 48 | By-Line                                 | 30 luglio 1954    |
| 49 | The Roman and the Renegade              | 6 agosto 1954     |
| 50 | Gift of the Devil                       | 13 agosto 1954    |
| 51 | Captain in Command                      | 20 agosto 1954    |
| 52 | Hemmed In                               | 27 agosto 1954    |
| 53 | Delay at Fort Bess                      | 3 settembre 1954  |

## The Perfect Secretary
- Diretto da:
- Scritto da:

### Trama
- Interpreti: Margaret Hayes (Polly Manning), John Newland (Warren Holt), Douglas Kennedy (Tom Babcock), Charles Watts (Joe Phelps), Ralph Peters (Taxi Driver), Lois Austin (Evelyn Pemberton), Anne Seymour (invitato alla festa), Connie Van (Barbara Jones), Renny McEvoy (Pete), Norman Leavitt (invitato alla festa), John Close (invitato alla festa), Arthur Lovejoy (Mike Pemberton)

## Lost and Found
- Diretto da:
- Scritto da:

### Trama
- Interpreti: Edward Arnold (se stesso - presentatore ospite), Jane Bates, James Flavin, Percy Helton, Clinton Miller, Phil Tead, Katherine Warren

## Boomerang
- Diretto da:
- Scritto da:

### Trama
- Interpreti: John Drew Barrymore, Tommy Cook, Will Wright

## Desert Tragedy
- Diretto da:
- Scritto da:

### Trama
- Interpreti: Edward Clark, Russ Conway, Broderick Crawford, Eddy Waller, Hank Worden

## The Prize
- Diretto da:
- Scritto da:

### Trama
- Interpreti: Walter Coy, Ann Sheridan

## The Long Shot
- Diretto da:
- Scritto da:

### Trama
- Interpreti: Charles Bronson (sergente Roy Smith), Pitt Herbert (Rourke), Douglas Kennedy (colonnello Robert Edwards), Edmond O'Brien (capitano Simpson), Patrick O'Neal (Bob Robinson), Dave Willock (tenente Jerry O'Neal)

## In the Pincers
- Diretto da:
- Scritto da:

### Trama
- Interpreti: Judith Evelyn (Clara O'Fell), Cedric Hardwicke (John O'Fell), Hilda Plowright, Philip Tonge, Ian Wolfe

## Second Sight
- Diretto da:
- Scritto da:

### Trama
- Interpreti: Pat O'Brien, Lurene Tuttle

## The Sail
- Diretto da:
- Scritto da:

### Trama
- Interpreti: Skip Homeier, Vera Miles

## Lineman's Luck
- Diretto da:
- Scritto da:

### Trama
- Interpreti: William Bishop, Charles Cane, William Edmunds, Margaret Field, Edmond O'Brien, James Parnell

## Lucky Thirteen
- Diretto da:
- Scritto da:

### Trama
- Interpreti: Walter Brennan (Ezra Jenkins), Edward Parnell (Samuel Benson), Byron Foulger (Joseph Adams), Ruth Brennan (Rachel Jenkins), Roger Pace (Jake Andrews), Joel Friedkin (Caleb - Judge), Bud Osborne (Sam), Elizabeth Slifer (Sarah Edwards)

## Fresh Start
- Diretto da:
- Scritto da:

### Trama
- Interpreti: William Campbell, Esther Dale, Tim Graham, Robert Griffin, Wanda Hendrix, John Larch, Shirley O'Hara, Walter Sande

## The Closed Door
- Diretto da:
- Scritto da:

### Trama
- Interpreti: Willis Bouchey (dottor Clanders), Gene Lockhart (Alfred Renell), Ralph Moody, Drake Smith (Mr. Lenart), Ruth Swanson (Mrs. Lenart), Beverly Washburn (Jo)

## Storm Swept
- Diretto da:
- Scritto da:

### Trama
- Interpreti: Morris Ankrum (Hendrick Vandorp), Leo Curley, Don Hayden (Philip Vandorp), Angela Lansbury (Florie Vandrop), Kenneth Tobey (sergente Tim Vernon)

## No Compromise
- Diretto da:
- Scritto da:

### Trama
- Interpreti: Leo Curley, Jesslyn Fax, Byron Kane, Stephen McNally (soldato Earl Webb), Dick Rich, Fay Roope (giudice Fenner), Robert Strauss (John Fenner), Harry Tyler

## Part of the Game
- Diretto da:
- Scritto da:

### Trama
- Interpreti: Gig Young (Jimmy Sampson), Peter Graves (Rocky Kent), David Bruce (dottor O'Neill), Helen Mowery (Phyllis Kent), Harry Harvey (Pop Wilson), Strother Martin (Bellhop), John Indrisano (Referee), Roy Engel (News Vendor), Fred Sherman (Desk Clerk), Reid Kilpatrick (Al, Announcer)

## The Baker of Barnbury
- Diretto da:
- Scritto da:

### Trama
- Interpreti: Leo Britt (Jack, the Seaman), Frank Hagney (The Publican), Elsa Lanchester (Betsey Monk, the Widow), Robert Newton (John Lindsey, the Baker), Tudor Owen (Parson Cartwright), Hilda Plowright (The parson's wife)

## Go Away a Winner
- Diretto da:
- Scritto da:

### Trama
- Interpreti: Ray Bennett, Ellen Drew, Richard Egan, Roy Engel, Charles Anthony Hughes, Ralph Neff, Richard Travis

## Rim of Violence
- Diretto da:
- Scritto da:

### Trama
- Interpreti: Scott Brady (ufficiale Jim Kovacs), Martin Milner (Clay Bryson), Marcia Patrick (Marge O'Brien), Gloria Saunders (Dotty Bryson), Alfred Linder (Mr. Schwartz), William Woodson ( della poliziaSergeant), Jesslyn Fax (Lady Bettor), B.G. Norman (Johnny), Lorna Thayer (Johnny's Mother), Sidney Clute (detective Dave), Ralph Peters (Butcher Bishop), George Eldredge, Robin Kamp, Caroline Norton, Gayle Kellogg, Bill Pullen

## Pearl-Handled Guns
- Diretto da:
- Scritto da:

### Trama
- Interpreti: Lee Aaker, Zachary Scott, Harvey Stephens

## At the Natchez Inn
- Diretto da:
- Scritto da:

### Trama
- Interpreti: Marian Carr, Lawrence Dobkin, Peter Hansen, Peter Lawford, Tyler MacDuff, Konstantin Shayne, Ivan Triesault

## Give the Guy a Break
- Diretto da:
- Scritto da:

### Trama
- Interpreti: William Lundigan (Jack Fuller), Lee Marvin (Russ Anderson), Frances Rafferty (Maureen)

## Four Things He'd Do
- Diretto da:
- Scritto da:

### Trama
- Interpreti: Nadine Ashdown (Marie Howard), Edward Clark (T. J. Finley), Maxine Cooper (Ellen O'Roarke), Frank Gerstle (Frank Pierce), James Griffith (Walt Gregg), Michael O'Shea (Tim Leary), Lee Van Cleef (sceriffo)

## Man from Outside
- Diretto da:
- Scritto da:

### Trama
- Interpreti: Alexander Campbell (Warden Colby), Broderick Crawford (Joe Mitchell), Ted de Corsia (Whitey Murdock), James Griffith (Raymond Andrews), Ralph Peters (Smith)

## The Jungle Trap
- Diretto da:
- Scritto da:

### Trama
- Interpreti: Ronald Reagan (Steve Davis), Barbara Billingsley (Olivia Bryant), Lewis Martin (giudice Stanton Bryant), Herb Vigran (Walt Carter), Felix Nelson (George)

## Night Ride to Butte
- Diretto da:
- Scritto da:

### Trama
- Interpreti: Robert Bice (sceriffo Holmes), William Bishop (Charlie Sewell), John Doucette (Con Fallon), Jack Elam (Halleck), Scott Elliott (Eddie Saxon), Don C. Harvey (uomo della posse), James Millican (Fred Bonner), Hank Patterson (Stationmaster), Arleen Whelan (Carol Bruce)

## The Great Lady
- Diretto da:
- Scritto da:

### Trama
- Interpreti: Mary Carroll (Bertha Harper), Ann Harding (Julia Courtney), Douglas Kennedy (tenente Mark Randall), James Lloyd (Ed Boone), Vera Miles (Sarah Larkin), Anne O'Neal (Agatha Boone), Maudie Prickett (Daisy White), Glenn H. Roberts (Peter Clarke)

## Groundloop
- Diretto da:
- Scritto da:

### Trama
- Interpreti: Robert Ellis, Alex Nicol, Randy Stuart

## Her Kind of Honor
- Diretto da:
- Scritto da:

### Trama
- Interpreti: Marjorie Lord, Hugh Marlowe, Pamela Mason (Josephine)

## The Edge of Battle
- Diretto da:
- Scritto da:

### Trama
- Interpreti: Dan Barton (Lenny Smith), Neville Brand (Walt Burnett), Gayle Kellogg (caporale Carlson), Bill McLean (Sam Hillman), Ronald Reagan (tenente Paul Random)

## Tapu
- Diretto da:
- Scritto da:

### Trama
- Interpreti: Richard H. Cutting, Richard Denning, Bernie Gozier, Frank Hagney, Hilo Hattie, George Macready, Anthony Numkena, Jane Wooster

## The Plugged Nickel
- Diretto da:
- Scritto da:

### Trama
- Interpreti: Macdonald Carey

## Something Wonderful
- Diretto da:
- Scritto da:

### Trama
- Interpreti: John Bryant, Claude Dauphin, Norman Leavitt, Barbara Morrison, Marcia Patrick, Lillian Sayre, Julian Upton, Valerie Vernon

## Dawn at Damascus
- Diretto da:
- Scritto da:

### Trama
- Interpreti: Rita Corday, Donald Murphy, Gene Raymond (Mark Alexander)

## Decision at Sea
- Diretto da:
- Scritto da:

### Trama
- Interpreti: Peter Lawford, William Phillips, Carl Benton Reid, Don Taylor (dottor Soames)

## Prisoner in the Town
- Diretto da:
- Scritto da:

### Trama
- Interpreti: John Ireland (Jim Regan), Carolyn Jones (June Sardo), Carleton Young (Cal York)

## The Pearl Street Incident
- Diretto da:
- Scritto da:

### Trama
- Interpreti: Nancy Davis, Jacqueline deWit, Horace McMahon

## Blizzard Bound
- Diretto da:
- Scritto da:

### Trama
- Interpreti: Forrest Tucker (Steve MacGregor), Donna Martell (Marie Lebec), William Phipps (Tony Kermit), John Dierkes (Joe Bronson)

## Little War at San Dede
- Diretto da:
- Scritto da:

### Trama
- Interpreti: Willard Parker (capitano Henry Clay), John Agar (Otis Tack), Ross Elliott (John Mason), Rodolfo Hoyos Jr. (colonnello Louis Coca), Frieda Inescort (Mrs. Andrew Tack), Pilar Del Rey (Pilar Mason)

## The Whale on the Beach
- Diretto da:
- Scritto da:

### Trama
- Interpreti: Dick Elliott (Sam Hammond), Hope Emerson (Keziah Potter), John Qualen (Peleg Brewster), Charles Winninger (capitano Henry Coffin)

## The Treasure of Santo Domingo
- Diretto da:
- Scritto da:

### Trama
- Interpreti: James Dunn, Murvyn Vye

## The Black Mate
- Diretto da:
- Scritto da:

### Trama
- Interpreti: John Close, Robert Cornthwaite, John Harmon, Paul Kelly, George Khoury, Tom London, William Phipps, Lee Van Cleef

## The Man Who Escaped from Devil's Island
- Diretto da:
- Scritto da:

### Trama
- Interpreti: Romney Brent, Victor Jory (Andrew Duquette)

## How the Brigadier Won His Medals
- Diretto da:
- Scritto da:

### Trama
- Interpreti: Richard Avonde, Booth Colman (Napoleon), Harry Cording, Claude Dauphin (Brigadier Gerard), Hal Gerard, Chuck Hayward, Ted Hecht, Patrick O'Moore, Eugenia Paul (Sophie), Otto Reichow, Henry Rowland

## Rabbit Foot
- Diretto da:
- Scritto da:

### Trama
- Interpreti: Stephen McNally (Frank Dixon), Paul Langton (Mal Martin), Harry Shannon (capo White), Frank Sully (conducente), Harry Harvey (	negoziante), Kenner G. Kemp (Dog Handler)

## Showdown at Sunset
- Diretto da:
- Scritto da:

### Trama
- Interpreti: Darryl Hickman, Jan Shepard, Tom Tully

## The General's Boots
- Diretto da:
- Scritto da:

### Trama
- Interpreti: Basil Rathbone (se stesso—Host / The General), John Dehner (capitano Thomas Flynn), Melville Cooper (Mr. Burnham), Robin Hughes (Sandstrom), Jack Carol (pilota), Robert Paige (se stesso—Co-Host)

## By-Line
- Diretto da:
- Scritto da:

### Trama
- Interpreti: Willis Bouchey (Angus MacDonald), Marilyn Erskine (Julie Cole), Arthur Franz (Chris Grine)

## The Roman and the Renegade
- Diretto da:
- Scritto da:

### Trama
- Interpreti: Scott Forbes (Hannibal), Faith Domergue (Marcella), Peter Hansen (Claudius Fabian), Ian Keith (Fabius Maximus), Robert Bice (Hannibal's Captain), Nancy Evans (Water Bearer), Richard Avonde (Hannibal's Sentry), Robert Sherman, Guy Prescott, Tom McKee (Roman Sentry)

## Gift of the Devil
- Diretto da:
- Scritto da:

### Trama
- Interpreti: Joan Camden, Sally Fraser, Will Rogers Jr.

## Captain in Command
- Diretto da:
- Scritto da:

### Trama
- Interpreti: Jeff Donnell, Donald Murphy, James Whitmore

## Hemmed In
- Diretto da:
- Scritto da:

### Trama
- Interpreti: Jean Byron, Richard Carlson (Kelly McCall)

## Delay at Fort Bess
- Diretto da:
- Scritto da:

### Trama
- Interpreti: Barbara Billingsley, James Brown, Walter Coy, Jim Davis, Frank Gerstle, Sterling Hayden, Gayle Kellogg, Rory Mallinson, Robert Nash, William Page, James Seay, Lorna Thayer